# Station Vught Zuid-Oost

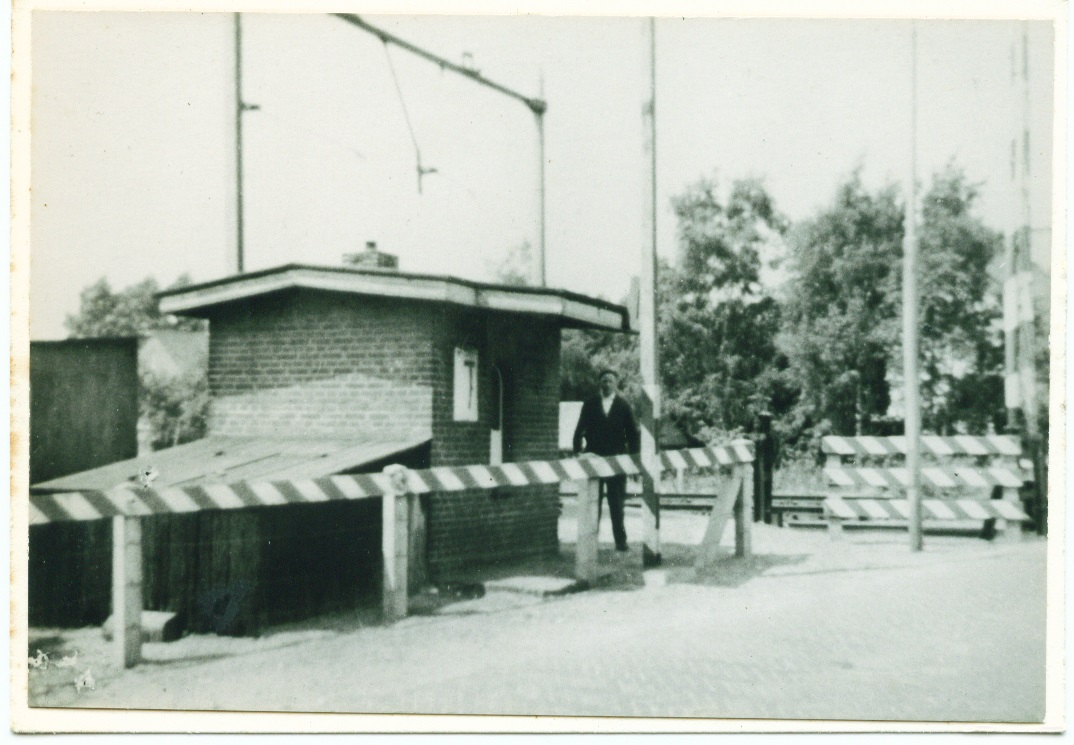
Wachthuisje bij Wachtpost 18 met overwegwachter Bart Heijmans, eind jaren vijftig

Station Vught-Zuid-Oost is een voormalig spoorwegstation in de gemeente Vught. Het lag aan de Brabantse Lijn, ter hoogte van de vroegere kruising Loyolalaan-Zuidoosterlaan, nu hoek Loyolalaan-Zuidoosterlaan.
Deze halte was vroeger een in- en uitstapplaats en werd ook Wachtpost 18 genoemd. Het nummer heeft betrekking op de dienstwoning van de overwegwachter. Deze gaf de machinist een stopsein als er mensen moesten instappen.
De halte werd op 4 juni 1881 geopend en op 15 mei 1938 gesloten.
0: Tilburg ·
Berkel-Enschot ·
7: Udenhout ·
13: Helvoirt ·
IJzeren Man ·
Vught Zuid-Oost ·
22: 's-Hertogenbosch ·
24: Orthen ·
25: 's-Hertogenbosch Oost ·
28: Rosmalen ·
Sprokkelbosch ·
Kruisstraat ·
Nuland ·
Geffen ·
Heihoek ·
39: Oss West ·
41: Oss ·
Berghem ·
49: Ravenstein ·
56: Wijchen ·
61: Nijmegen Dukenburg ·
63: Nijmegen Goffert ·
66: Nijmegen
Bergen op Zoom · 
Best · 
Boxmeer · 
Boxtel · 
Breda · 
-Prinsenbeek · 
Cuijk · 
Deurne · 
Eindhoven:
-Centraal · 
-Stadion · 
-Strijp-S ·
Etten-Leur · 
Geldrop · 
Gilze-Rijen · 
Heeze · 
Helmond · 
-Brandevoort ·
-Brouwhuis · 
-'t Hout · 
's-Hertogenbosch · 
-Oost · 
Lage Zwaluwe · 
Maarheeze · 
Oisterwijk · 
Oss ·
-West · 
Oudenbosch · 
Ravenstein · 
Roosendaal · 
Rosmalen · 
Tilburg · 
-Reeshof · 
-Universiteit · 
Vierlingsbeek · 
Vught · 
Zevenbergen
Voormalige stations: zie de lijst van voormalige spoorwegstations in Noord-Brabant